# Ursula Plassnik
Ursula Plassnik, (ur. 23 maja 1956 w Klagenfurt am Wörthersee) – austriacka polityk, prawniczka i dyplomata pochodzenia słoweńskiego, minister spraw zagranicznych w latach 2004–2008, posłanka do Rady Narodowej XXIII i XXIV kadencji.

## Życiorys
Pochodzi z austriackiego regionu Karyntia, dorastała w rodzinie Słoweńców karynckich. Od 1971 do 1972 była studentką Foxcroft School w Middleburgu w stanie Wirginia. W 1977 ukończyła prawo na Uniwersytecie Wiedeńskim, a w 1980 studia podyplomowe w Kolegium Europejskim w Brugii.
Od 1980 zatrudniona w ramach Ministerstwa Spraw Zagranicznych, obejmowała różne stanowiska w ramach austriackiej dyplomacji. W 1997 została poproszona przez wicekanclerza Wolfganga Schüssela, aby została szefem jego gabinetu. W 2000 odrzuciła propozycję pracy w Radzie Europy, pozostając w Austrii i obejmując stanowisko szefa urzędu kanclerza w pierwszym rządzie Wolfganga Schüssela. Pełniła tę funkcję do stycznia 2004, kiedy to została mianowana ambasadorem Austrii w Szwajcarii.
20 października 2004 objęła stanowisko ministra spraw zagranicznych w drugim rządzie Wolfganga Schüssela. Zastąpiła Benitę Ferrero-Waldner, która została komisarzem europejskim. 1 marca 2007 w rządzie Alfreda Gusenbauera przeszła na funkcję ministra spraw zagranicznych i europejskich. 2 grudnia 2008 na stanowisku zastąpił ją Michael Spindelegger.
W 2006 i 2008 z ramienia Austriackiej Partii Ludowej była wybierana na posłankę do Rady Narodowej. W 2011 była wśród kandydatów na sekretarza generalnego Organizacji Bezpieczeństwa i Współpracy w Europie. Objęcie tej funkcji stało się niemożliwe ze względu na sprzeciw Turcji. W tym samym roku powołana na ambasadora Austrii we Francji, placówkę tę objęła w sierpniu 2011.
Odznaczona Wielką Złotą na Wstędze Odznaką Honorową za Zasługi dla Republiki Austrii, Krzyżem Wielkim Orderu Zasługi Republiki Włoskiej oraz Krzyżem Wielkim Orderu Gwiazdy Polarnej.